# Чемпионат Кипра по волейболу среди женщин
Чемпионат Кипра по волейболу среди женщин — ежегодное соревнование женских волейбольных команд Кипра. 
Первые турниры прошли в 1939, 1947 и 1948 годах, после чего в розыгрышах первенств наступил перерыв до 1976 года, когда чемпионаты Кипра среди женщин были возобновлены.  
Соревнования проходят в двух дивизионах — А и В. Организатором чемпионатов является Волейбольная федерация Кипра.

## Формула соревнований (Дивизион А)
Чемпионат в Дивизионе А в сезоне 2024/25 проводится в два этапа. На первом команды играли в два круга. По его итогам 4 лучшие без учёта результатов предварительного этапа провели ещё один двухкруговой турнир, по результатам которого была определена итоговая расстановка.  
За победы со счётом 3:0 и 3:1 команды получают по 3 очка, за победы 3:2 — 2, за поражения 2:3 — 1 очко, за поражения 0:3 и 1:3 очки не начисляются.
В чемпионате 2024/25 в Дивизионе А участвовали 8 команд: «Аполлон» (Лимасол), АЭЛ (Лимасол), «Олимпиада-Неаполис» (Никосия), АЭК (Ларнака), «Неа Саламина» (Фамагуста/Лимасол), «Анортосис» (Фамагуста/Лимасол), «Лемесос» (Лимасол), «Дикефалос» (Никосия). Чемпионский титул выиграл «Аполлон». 2-е место занял АЭЛ, 3-е — «Олимпиада-Неаполис».

## Чемпионы
| - 1939 «Олимпия» Никосия - 1947 «Паллас» Никосия - 1948 «Паллас» Никосия - 1976 ЭПА Ларнака - 1977 АЭЛ Лимасол - 1978 АЭЛ Лимасол - 1979 АЭЛ Лимасол - 1980 АЭЛ Лимасол - 1981 АЭЛ Лимасол - 1982 АЭЛ Лимасол - 1983 АЭЛ Лимасол - 1984 АЭЛ Лимасол - 1985 АЭЛ Лимасол - 1986 АЭЛ Лимасол - 1987 АЭЛ Лимасол - 1988 АЭЛ Лимасол - 1989 АЭЛ Лимасол - 1990 АЭЛ Лимасол - 1991 АЭЛ Лимасол - 1992 «Олимпиада» Никосия - 1993 АЭЛ Лимасол - 1994 АЭЛ Лимасол - 1995 АЭЛ Лимасол - 1996 АЭЛ Лимасол - 1997 АЭЛ Лимасол - 1998 АЭЛ Лимасол - 1999 АЭЛ Лимасол | - 2000 АЭЛ Лимасол - 2001 АЭЛ Лимасол - 2002 «Анортосис» Фамагуста - 2003 АЭЛ Лимасол - 2004 «Анортосис» Фамагуста - 2005 АЭЛ Лимасол - 2006 «Анортосис» Фамагуста - 2007 АЭК Ларнака - 2008 АЭЛ Лимасол - 2009 АЭЛ Лимасол - 2010 «Анортосис» Фамагуста - 2011 «Аполлон» Лимасол - 2012 АЭЛ Лимасол - 2013 «Анортосис» Фамагуста - 2014 «Аполлон» Лимасол - 2015 «Аполлон» Лимасол - 2016 «Аполлон» Лимасол - 2017 «Аполлон» Лимасол - 2018 «Анортосис» Фамагуста - 2019 «Анортосис» Фамагуста - 2020 чемпионат не завершён, итоги не подведены - 2021 АЭЛ Лимасол - 2022 «Аполлон» Лимасол - 2023 «Олимпиада-Неаполис» Никосия - 2024 «Олимпиада-Неаполис» Никосия - 2025 «Аполлон» Лимасол |

## Титулы
| Клуб                  | Победы |
| АЭЛ Лимасол           | 30     |
| «Анортосис» Фамагуста | 7      |
| «Аполлон» Лимасол     | 7      |
| «Олимпиада» Никосия   | 4      |
| АЭК Ларнака           | 1      |
| ЭПА Ларнака           | 1      |